# Nijspolder
De Nijspolder is een polder die zich bevindt ten noorden van Ossenisse.
De Nijspolder is ontstaan door een herdijking van de Denyspolder, welke omstreeks 1200 werd aangelegd door de monniken van de Abdij Ten Duinen, maar die bij de inundatie van 1585 verloren is gegaan.
De herdijking vond plaats in 1610. Kort na 1800 verdween 68 ha in zee. In 1962 werd hiervan -in het uiterste noorden van de polder- nog 24 ha herdijkt. Tijdens de Watersnood van 1953 overstroomde de polder. Tegenwoordig heeft de Nijspolder een oppervlakte van 274 ha.
De Nijspolder heeft een zeewerende dijk over ongeveer 1 km. In de polder ligt het dorp Ossenisse, alsmede de buurtschap Knuitershoek.